# 21 Lyncis
21 Lyncis, som är stjärnans Flamsteed-beteckning, är en ensam stjärna i den mellersta delen av stjärnbilden Lodjuret. Den har en genomsnittlig skenbar magnitud på ca 4,61 och är svagt synlig för blotta ögat där ljusföroreningar ej förekommer. Baserat på parallaxmätning inom Hipparcosuppdraget av ca 11,9 mas, beräknas den befinna sig på ett avstånd på ca 274 ljusår (ca 84 parsek) från solen. Den rör sig bort från solen med en heliocentrisk radialhastighet av ca 27 km/s.

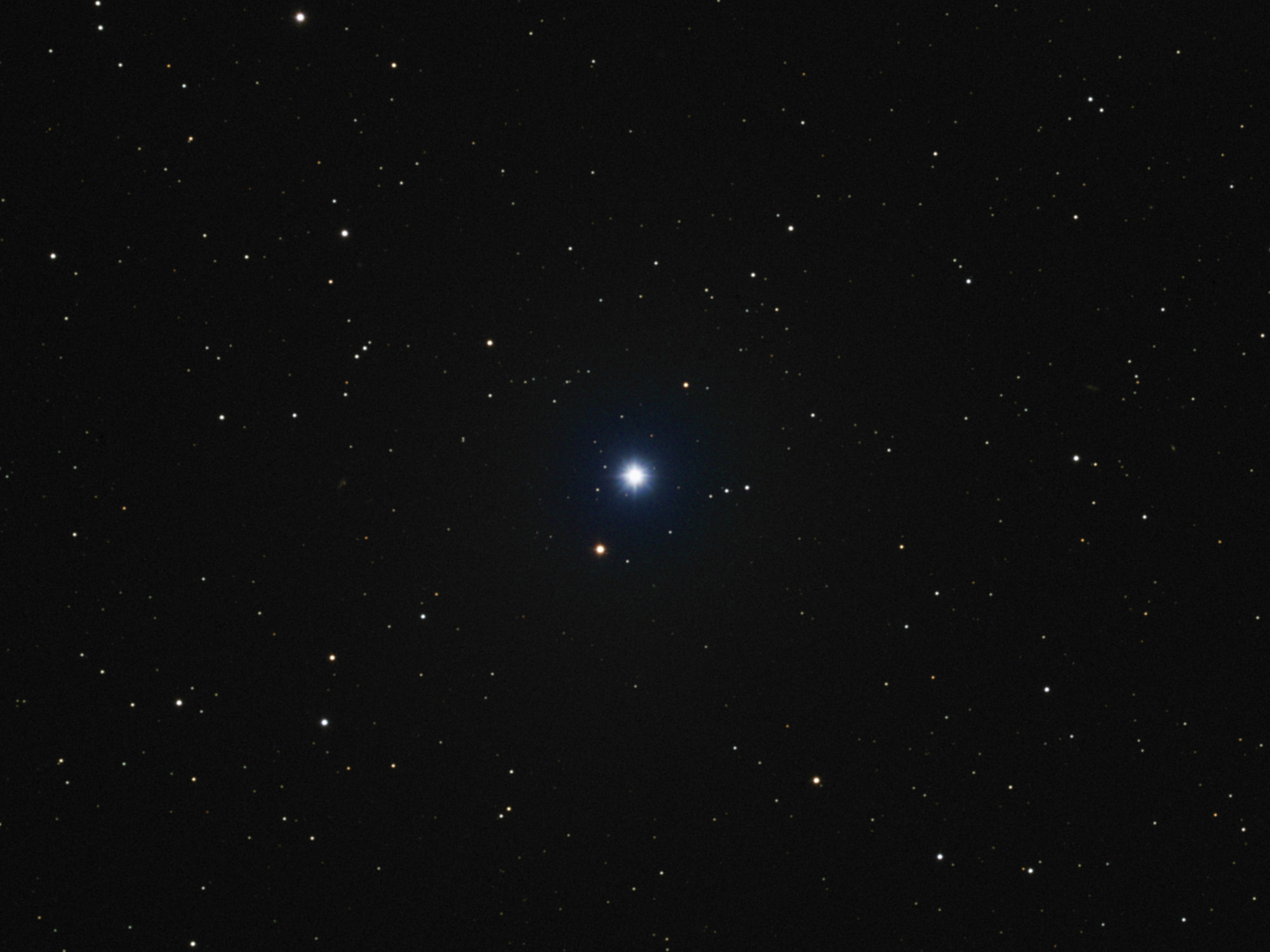
21 Lyncis fotograferad i våglängder av synligt ljus.

## Egenskaper
21 Lyncis är en blå till vit stjärna i huvudserien av spektralklass A0.5 Vs, som visar ”skarpa” linjer i dess spektrum, som vanligen är beroende på en låg rotationshastighet. Den har en massa som är ca 2,2 solmassor, en radie som är ca 3,4 solradier och utsänder ca 102 gånger mera energi än solen från dess fotosfär vid en effektiv temperatur på ca 9 700 K.
21 Lyncis är en misstänkt variabel, som varierar mellan visuell magnitud +4,40 och 4,64 utan någon fastställd periodicitet.